# Časopis pro technickou a informační výchovu
Časopis pro technickou a informační výchovu (Journal of Technology and Information Education) je recenzovaným vědecko-odborným časopisem, který se zaměřuje na publikování výsledků výzkumných šetření, teoretických studií a odborných prací z oblasti technické výchovy, informační výchovy a příbuzných disciplín. Orientuje se zejména na problematiku:
- obecně technického vzdělávání realizovaného na základních a středních školách,
- výuky technických předmětů na vysokých školách,
- rozvoje ICT kompetencí žáků základních a středních škol,
- využívání ICT při výuce jednotlivých vyučovacích předmětů na základních a středních školách,
- výuky informatických předmětů na vysokých školách,
- e-Learningu a tvorby distančních studijních opor,
- výchova k volbě povolání a
- uveřejňování recenzí monografií, odborných publikací a učebnic z oblasti technické a informační výchovy.

Časopis vydává Katedra technické a informační výchovy Pedagogické fakulty Univerzity Palackého v Olomouci.
Publikovány jsou články českých i zahraničních autorů v anglickém, českém, slovenském, německém a polském jazyce. Časopis je nezávislý a má periodicitu 2× ročně (únor a říjen). Články v elektronické on-line verzi jsou k dispozici volně a v plném znění.